# Parafia św. Apostołów Piotra i Pawła w Kurowie
Parafia pw. Świętych Apostołów Piotra i Pawła w Kurowie – parafia rzymskokatolicka należąca do dekanatu sierpeckiego, diecezji płockiej, metropolii warszawskiej. Powstała prawdopodobnie w II połowie XIII wieku. 
Kościół parafialny pw. Świętych Apostołów Piotra i Pawła w Kurowie został wzniesiony w latach 1884–1886.